# Bistum Rio do Sul
Das Bistum Rio do Sul (lateinisch Dioecesis Rivi Australis, portugiesisch Diocese de Rio do Sul) ist eine in Brasilien gelegene römisch-katholische Diözese mit Sitz in Rio do Sul im Bundesstaat Santa Catarina.

## Geschichte
Das Bistum Rio do Sul wurde am 23. November 1968 durch Papst Paul VI. mit der Apostolischen Konstitution Quam maxime aus Gebietsabtretungen des Erzbistums Florianópolis und des Bistums Joinville errichtet und dem Erzbistum Florianópolis als Suffraganbistum unterstellt. Am 19. April 2000 gab das Bistum Rio do Sul Teile seines Territoriums zur Gründung des Bistums Blumenau ab.
Am 5. November 2024 wurde das Bistum Rio do Sul der neu errichteten Kirchenprovinz Joinville zugeordnet.

## Bischöfe von Rio do Sul
- Tito Buss, 1969–2000
- José Jovêncio Balestieri SDB, 2000–2008
- Augustinho Petry, 2008–2014
- Onécimo Alberton, 2014–2023, dann Weihbischof in Florianópolis
- Adalberto Donadelli Júnior, seit 2024